# دوري اسطنبول لكرة القدم 1906–07
دوري اسطنبول لكرة القدم 1906–07 هو موسم من دوري اسطنبول لكرة القدم ‏. فاز فيه Cadi-Keuy F.C. ‏.